# Welver
Welver (dříve také Kirchwelver) je německé město ve vládním obvodu Arnsberg a v zemském okrese Soest ve spolkové zemi Severní Porýní-Vestfálsko. Město leží 12 km jihozápadně od Hammu a 12 km severozápadně od Soestu. V roce 2022 zde žilo téměř 12 tisíc obyvatel.

## Administrativní členění
Město od roku 1969 sestává z 20 připojených obcí, statků a usedlostí:
- Balksen
- Berwicke
- Blumroth
- Borgeln
- Dinker
- Dorfwelver
- Ehningsen
- Eilmsen
- Einecke
- Eineckerholsen
- Flerke
- Illingen
- Klotingen
- Meyerich
- Merklingsen
- Nateln
- Recklingsen
- Scheidingen
- Schwefe
- Stocklarn
- Vellinghausen

## Historie
Oblast byla osídlena v pravěku i v době starověku. Název „Welver“ je poprvé zmíněn pro ves se dvěma dvory v listině kolínského arcibiskupa Filipa I. z Heinsbergu, vydané 12. dubna 1179 v Soestu. Hrad pánů z Welveru, zvaný „Welvereburg“, byl situován v prostoru pozdějšího dvora a zahrady kláštera, dochovaly se jeho příkopy a rybník. Posledním mužským představitelem šlechtického rodu von Welverů byl Wikbold s manželkou, synem a dcerou (mezi lety 1185 a 1240) Wikboldova dcera se provdala za Eberharda (1178–1210), fojta ze Soestu. Jejich dědictví získal fojt Walter s manželkou Sofií a prodal je klášteru cisterciaček, k němuž položil v roce 1240 základní kámen. Klášter byl osazen sestrami z mateřského kláštera Marienborn v Coesfeldu, jehož abatyše Mechtilda vládla oběma klášterům. Klášteru patřily dva kostely,  menší románský kostel s hranolovou věží, zasvěcený svatým Albanovi a Cyriakovi, a větší gotický kostel sv. Bernarda. Klášterní budovy byly v provozu do roku 1803  nebo 1809, kdy byly v Prusku zrušeny všechny kláštery. Ke zboření budov došlo mezi léty 1906-1945, pouze domek abatyše slouží jako farní. 

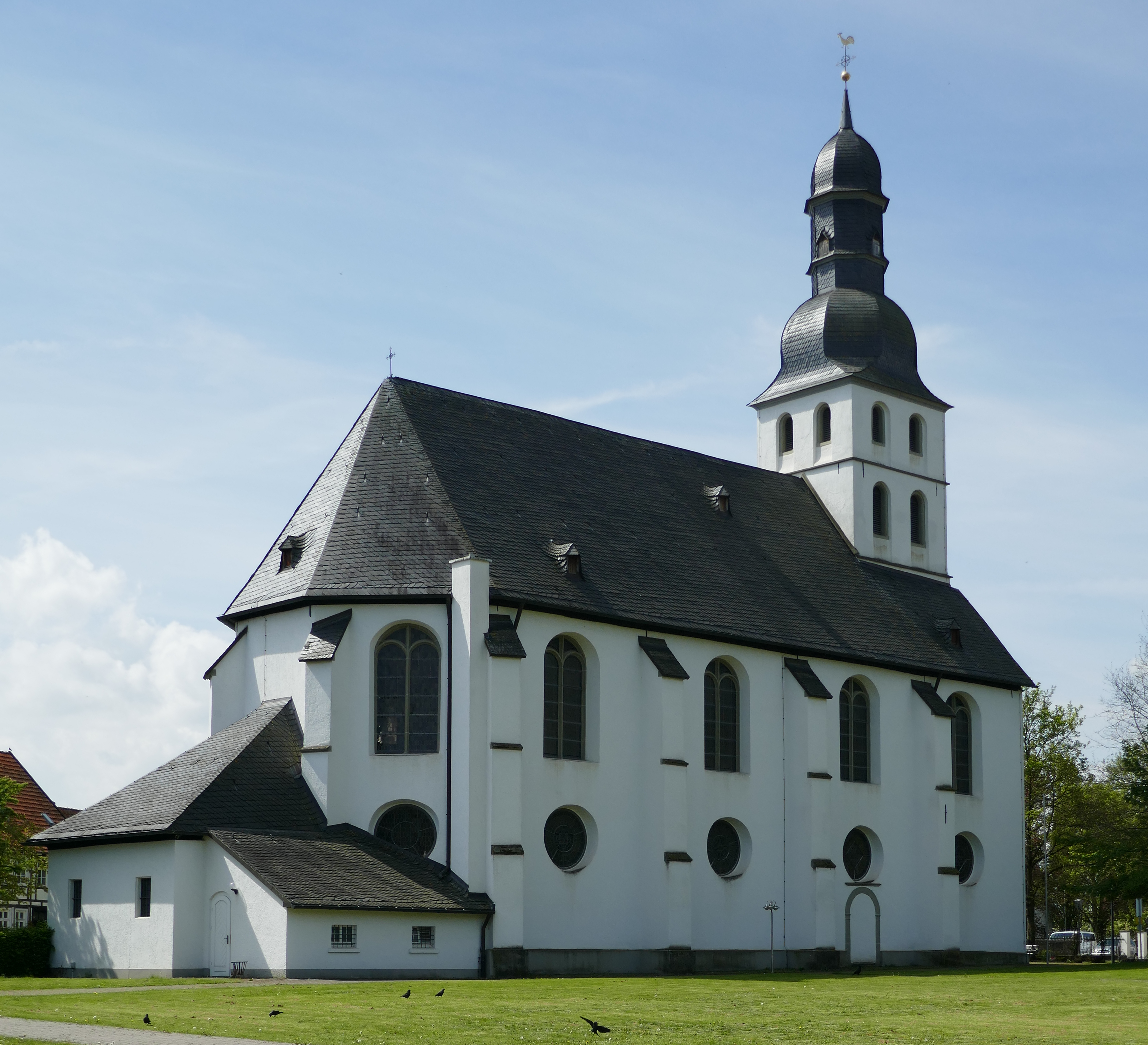
Kirchwelver, kostel sv. Bernarda

 Druhý hrad stál na panství Meyerich a narodil se v něm Walter z Plettenbergu.
V Sedmileté válce 12. července 1761 se u Vellinghausenu odehrála bitva francouzského vojska s vítězným pruským vojskem, jemuž velel generál princ Ferdinand Brunšvicko-Wolfenbüttelský.

## Památky

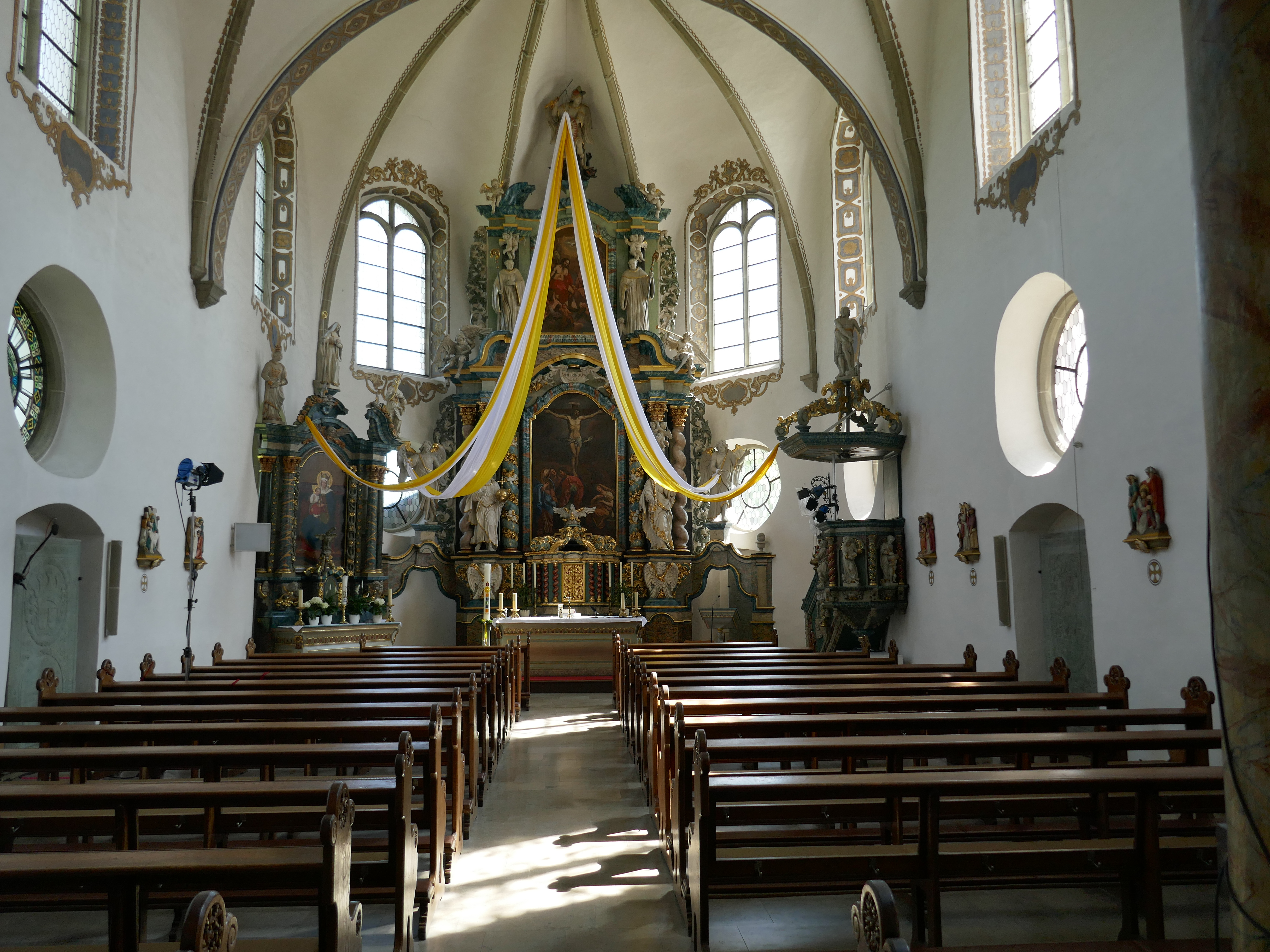
Kirchwelver Interiér kostela sv. Bernarda

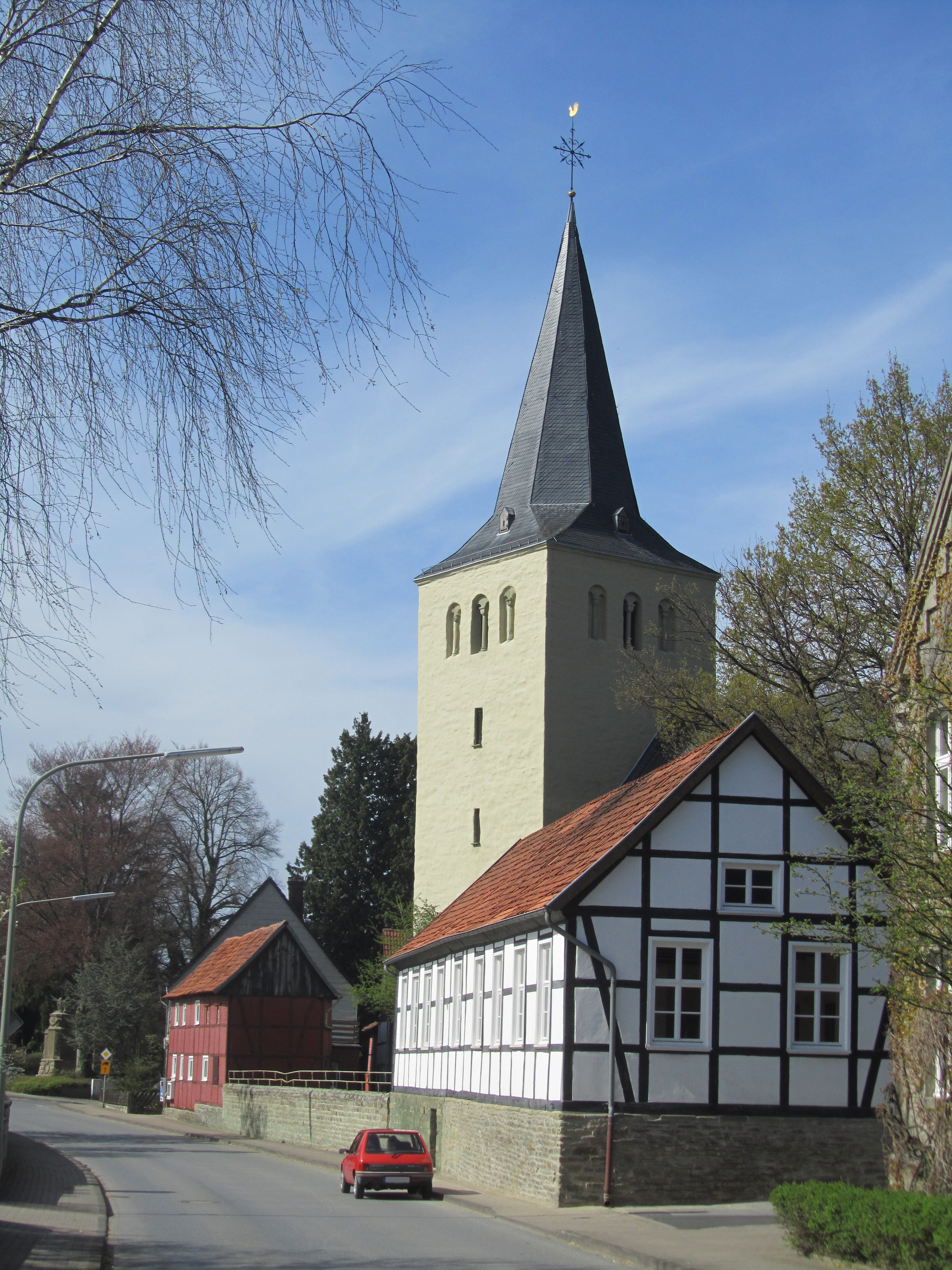
Věž kostela sv. Severina ve Schwefe

- Kostel sv. Albana a Cyriaka bývalého kláštera cisterciaček (činného v letech 1240-1809), s románskou hranolovou věží; jeho vybavení se nezachovalo a v současnosti jej užívá evangelická církev
- Kostel sv. Bernarda - jednolodní gotický, kolem roku 1701 zbarokovaný, barokní věž opravena po roce 1761; pozdně gotická kamenná křtitelnice a barokní oltáře se dochovaly, kostel užívá církev římskokatolická. Oba kostely byly vně rekonstruované po roce 1945. Klášterní budovy byly zbořeny mezi léty 1906-1945.
- Kostel sv. Severina, Schwefe - římskokatolický; středověký, založen roku 1261.

## Rodáci
- Walter z Plettenbergu (asi 1450-1535) - zemský velmistr Řádu německých rytířů v Litvě, narodil se na hradě Meyerich